# Pecado contra el Espíritu Santo

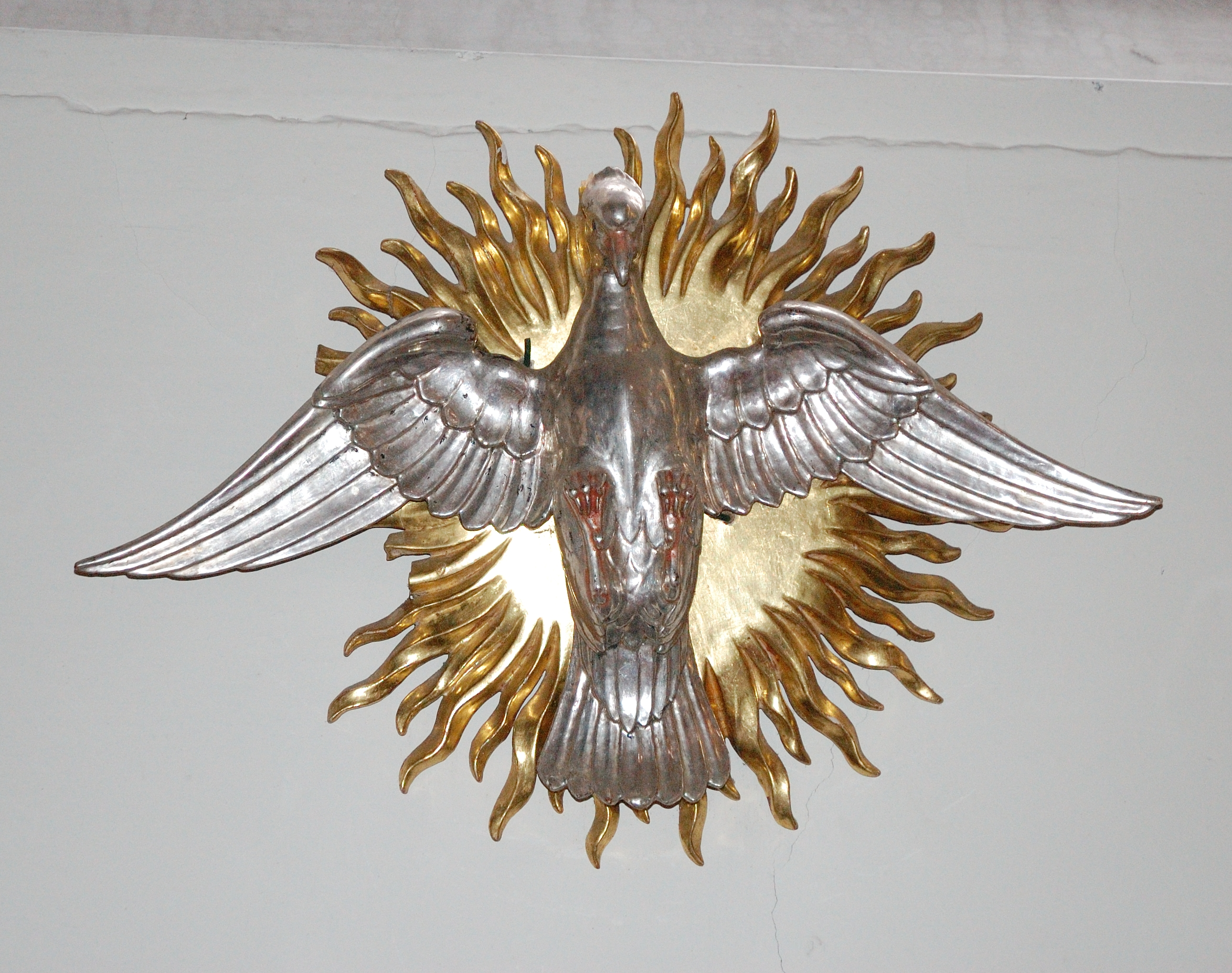
El Espíritu Santo representado como una paloma, Mitteleschenbach, Alemania.

En la cristiana hamartiología, los pecados eternos, los pecados imperdonables, o los pecados últimos son pecados que no serán perdonados por Dios. El pecado eterno o imperdonable, la blasfemia contra el Espíritu Santo, también conocido como el pecado de muerte, se especifica en varios pasajes de los Evangelios sinópticos, entre ellos Marcos 3:28-29, Mateo 12: 31-32, y Lucas 12:10, así como otros pasajes del Nuevo Testamento incluyendo Hebreos 6: 4-6, Hebreos 10:26-31, y 1 Juan 5:16.

## Pasajes del Nuevo Testamento
Varios pasajes del Nuevo Testamento se interpretan frecuentemente como referidos al pecado imperdonable:
- Mateo 12:30:[9] "El que no está conmigo está contra mí, y el que no se reúne conmigo se dispersa. Por eso os digo que se perdonará todo pecado y toda blasfemia, pero no se perdonará la blasfemia contra el Espíritu. El que hable una palabra contra el Hijo del Hombre será perdonado, pero el que hable contra el Espíritu Santo no será perdonado, ni en este tiempo ni en el venidero."[7]
- Marcos 3:28-30:[10] "En verdad os digo que a la gente se le perdonarán sus pecados y las blasfemias que pronuncien; pero quien blasfeme contra el Espíritu Santo nunca podrá tener perdón, sino que es culpable de un pecado eterno, pues habían dicho: "Tiene un espíritu impuro"".
- Lucas 12:8-10:[11] "Y os digo que a todo el que me reconozca ante los demás, el Hijo del Hombre también lo reconocerá ante los ángeles de Dios; pero el que me niegue ante los demás, será negado ante los ángeles de Dios. Y todo el que diga una palabra contra el Hijo del Hombre será perdonado; pero el que blasfeme contra el Espíritu Santo no será perdonado."
- Hebreos 6:4-6:[12] "Porque es imposible volver a hacer arrepentirse a los que una vez fueron iluminados, y gustaron del don celestial, y participaron del Espíritu Santo, y gustaron de la bondad de la palabra de Dios y de los poderes del siglo venidero, y luego se apartaron, ya que por su cuenta están crucificando de nuevo al Hijo de Dios y lo están sometiendo a desprecio."[7]
- Hebreos 10:26-31:[13] "Porque si persistimos voluntariamente en el pecado después de haber recibido el conocimiento de la verdad, ya no queda un sacrificio por los pecados, sino una temible perspectiva de juicio, y una furia de fuego que consumirá a los adversarios. Quien ha violado la ley de Moisés muere sin piedad "por el testimonio de dos o tres testigos". ¿Cuánto peor castigo crees que merecerán los que han despreciado al Hijo de Dios, han profanado la sangre de la alianza por la que fueron santificados y han ultrajado al Espíritu de la gracia? Porque conocemos al que dijo: "Mía es la venganza, yo pagaré". Y también: "El Señor juzgará a su pueblo". Es algo temible caer en las manos del Dios vivo."[7]
- 1 Juan 5:16:[6] "Si alguno ve a su hermano pecar de algo que no es para muerte, pedirá, y le dará vida por los que no pecan para muerte. Hay un pecado hasta la muerte: No digo que pida por él."[7]

## Enseñanza por la confesión cristiana

### Cristianismo oriental
La importancia de la oración (1 Tesalonicenses 5:17: "orad sin cesar") y la humildad (Oración de Jesús: "Señor Jesucristo, Hijo de Dios, ten piedad de mí, pecador") en el cristianismo se refleja en un catecismo ortodoxo de la siguiente manera:

Jesucristo llamó al Espíritu Santo "Espíritu de la Verdad" (Juan 14:17; 15:26; Juan 16:13 y nos advirtió: Toda clase de pecado y blasfemia será perdonada a los hombres; pero la blasfemia contra el Espíritu Santo no será perdonada a los hombres (Mateo 12:31). La "blasfemia contra el Espíritu Santo" es la oposición consciente y endurecida a la verdad, "porque el Espíritu es la verdad" (1 Juan 5:6). La resistencia consciente y endurecida a la verdad aleja al hombre de la humildad y el arrepentimiento, y sin arrepentimiento no puede haber perdón. Por eso el pecado de blasfemia contra el Espíritu no puede ser perdonado, ya que quien no reconoce su pecado no busca que sea perdonado.

### Catolicismo romano
El Catecismo de la Iglesia Católica enseña que, si bien ningún pecado es absolutamente "imperdonable", algunos pecados representan una negativa deliberada a arrepentirse y a aceptar la infinita misericordia de Dios; una persona que comete tal pecado rechaza el perdón de Dios, lo que puede llevar a la autocondena al Infierno. En otras palabras, uno se condena a sí mismo por la impenitencia final (negativa a arrepentirse), como enseñó Juan Pablo II:
Las imágenes del infierno que nos presenta la Sagrada Escritura deben ser interpretadas correctamente... el infierno indica el estado de quien se separa libre y definitivamente de Dios... "Morir en pecado mortal sin arrepentirse y aceptar el amor misericordioso de Dios significa permanecer separado de él para siempre por nuestra propia y libre elección. Este estado de autoexclusión definitiva de la comunión con Dios y los bienaventurados se llama "infierno"... La "condenación eterna", por tanto, no se atribuye a la iniciativa de Dios, porque en su amor misericordioso sólo puede desear la salvación de los seres que ha creado. En realidad, es la criatura la que se cierra a su amor. La condenación consiste precisamente en la separación definitiva de Dios, elegida libremente por la persona humana y confirmada con la muerte que sella su elección para siempre. El juicio de Dios ratifica este estado.
En el contexto de los Evangelios de Mateo y Marcos, la blasfemia contra el Espíritu es el pecado de atribuir a Satanás lo que es obra del Espíritu de Dios, como cuando antes los fariseos acusaron a Jesús de expulsar a los demonios sólo por el poder de Beelzebul, el príncipe de los demonios. La Enciclopedia Católica cita Mateo 12:22-32; Marcos 3:22-30; Lucas 12:10 (cf. 11:14-23) y define el "pecado imperdonable" -o pecado contra el Espíritu Santo- de la siguiente manera: ″... pecar contra el Espíritu Santo es confundirlo con el espíritu del mal, es negar, por pura malicia, el carácter divino de obras manifiestamente divinas.″ El artículo afirma además que el "pecado contra el Hijo del Hombre" puede ser perdonado porque se comete contra la persona humana de Cristo, que vela lo divino con una "apariencia humilde y baja", y por lo tanto tal pecado es excusable porque se comete por "la ignorancia y la incomprensión del hombre. "
Los Padres de la Iglesia consideraron interpretaciones adicionales, Agustín de Hipona lo calificó como uno de los pasajes más difíciles de la Escritura. Tomás de Aquino resumió los tratamientos de los Padres de la Iglesia y propuso tres posibles explicaciones:
1. Que un insulto dirigido contra cualquiera de las Tres Personas Divinas puede ser considerado un pecado contra el Espíritu Santo; y/o;
2. Que persistir en el pecado mortal hasta la muerte, con impenitencia final, como proponía Agustín, frustra la obra del Espíritu Santo, al que se le apropia la remisión de los pecados; y/o;
3. Que los pecados contra la cualidad de la Tercera Persona Divina, que es la caridad y la bondad, son conducidos con malicia, en cuanto resisten las inspiraciones del Espíritu Santo para apartarse o librarse del mal. Tal pecado puede considerarse más grave que los cometidos contra el Padre por fragilidad, y los cometidos contra el Hijo por ignorancia.[24]

Tomás de Aquino enumera, o ha respondido, seis pecados que van contra el Espíritu Santo:
- desesperación: que consiste en pensar que la propia malicia es mayor que la Bondad Divina, como enseña el Maestro de las Sentencias,[28]
- presunción: si un hombre quiere obtener la gloria sin méritos[29] o el perdón sin arrepentimiento[30]
- resistencia a la verdad conocida,
- envidia del bien espiritual de un hermano, es decir, del aumento de la gracia divina en el mundo,
- impenitencia, i.e., el propósito específico de no arrepentirse de un pecado,
- obstinación, por la que un hombre, aferrado a su pecado, se vuelve inmune al pensamiento de que el bien buscado en él es muy poco.

Tomás de Aquino explica que la imperdonabilidad de la blasfemia contra el Espíritu Santo significa que quita la entrada a estos medios de salvación; sin embargo, no puede impedir que Dios quite este obstáculo por medio de un milagro.
Sin embargo, la Iglesia cree, además, que no hay ofensa, por grave que sea, que no pueda ser quitada por el Bautismo, o absuelta en el Confesionario; que nadie, por malo y culpable que sea, no puede esperar confiadamente el perdón.
El Catecismo dice que Cristo desea que "las puertas del perdón estén siempre abiertas para quien se aleja del pecado"  Al igual que San Agustín, la Iglesia católica enseña hoy que sólo morir sin arrepentirse de sus pecados es el único pecado imperdonable. De hecho, en Dominum et vivificantem el Papa Juan Pablo II escribe "Según tal exégesis, la 'blasfemia' no consiste propiamente en ofender al Espíritu Santo con palabras; Consiste más bien en la negativa a aceptar la salvación que Dios ofrece al hombre por medio del Espíritu Santo, actuando a través del poder de la Cruz", y "Si Jesús dice que la blasfemia contra el Espíritu Santo no puede ser perdonada ni en esta vida ni en la otra, es porque este "no perdón" está ligado, en cuanto a su causa, a la "no arrepentimiento", es decir, a la negativa radical a convertirse. Esto significa el rechazo a acudir a las fuentes de la Redención, que sin embargo permanecen "siempre" abiertas en la economía de la salvación en la que se cumple la misión del Espíritu Santo" 